# Severina Cravid
Severina Cravid (São Tomé, São Tomé e Príncipe, 1 de julho de 1978) é uma atleta de velocidade portuguesa, de origem são-tomense. Severina veio para Portugal aos 5 anos, estando atualmente naturalizada portuguesa.
Representou o Cavadas (1998 a 2002), o Sporting Clube de Portugal (2003 a 2005) e o Juventude Operária do Monte Abraão em 2006.

## Recordes Pessoais
- 100 metros: 11,46 (Maia - 2001)
- 200 metros: 23,83 (Madrid - 2001)
- 400 metros: 54,87 (Lisboa - 2002)

## Campeonatos Nacionais
- 4 Campeonatos Nacionais de 100 metros (2000 a 2003)
- 3 Campeonatos Nacionais de 200 metros (1999 a 2001)
- 1 Campeonato Nacional de 400 metros (2002)

## Campeonato da Europa
- (2002 - Munique) Estafeta 4 x 100 metros (Qualificações)

## Campeonato do Mundo de Pista Coberta
- (2001 - Lisboa) 60 metros (Meias Finais)

## Campeonato da Europa de Pista Coberta
- (2002 - Viena) 60 metros (Meias Finais)